# Người Việt ở Mississippi
Mississippi có dân số người Mỹ gốc Việt. Tính đến năm 2010, có 7.025 người gốc Việt sống ở Mississippi, chiếm 0,2% dân số ở đó.

## Lịch sử
Người Việt sang nước Mỹ do chiến tranh Việt Nam, nhiều người đặt chân đến Hoa Kỳ bắt đầu từ năm 1975. Nhiều ngư dân Việt chạy trốn chiến tranh đã định cư ở những khu vực mà họ có thể tiếp tục hoạt động đánh cá, bao gồm cả vùng Duyên hải Vịnh Mississippi. Cộng đồng Biloxi cần nhân viên cho các nhà máy sản xuất hàu nên nhiều người Việt Nam đã bắt đầu làm việc ở đó. Các công việc liên quan đến hải sản không yêu cầu trình độ tiếng Anh lưu loát nên đã thu hút người nhập cư.
Dân số người gốc Việt tăng hơn 100% từ năm 1980 đến năm 1990. Đến năm 2000, tiểu bang có 5.387 người gốc Việt.
Năm 2005, Bão Katrina ảnh hưởng đến cộng đồng người Việt dọc Vịnh Mexico.
Dân số toàn tiểu bang Việt Nam là 7.025 người vào năm 2010.
Người Việt Nam sống dọc Vịnh Mexico bị ảnh hưởng bởi vụ tràn dầu Deepwater Horizon năm 2010.

## Địa lý
Tính đến năm 2010, nhóm người Việt Nam lớn nhất sống dọc theo Vịnh Mexico ở các quận Hancock, Harrison và Jackson. Tính đến năm 2010, khu vực Gulfport-Biloxi có khoảng 5.000 người Mỹ gốc Việt. Tính đến cùng năm đó, hơn 50% người Việt trong bang cư trú tại Quận Harrison. Năm 2005, trước cơn bão Katrina, khoảng 2.500 người Việt sống ở Đông Biloxi, nơi có một cộng đồng duy nhất với các doanh nghiệp người Việt, một ngôi chùa Phật giáo và một nhà thờ Công giáo Việt Nam. Phần lớn người Việt sống ở vùng trũng. Cộng đồng này phải gánh chịu thiệt hại trong cơn Katrina. Một số người Việt đã chuyển tới D'Iberville.
Tính đến năm 2010, vùng đô thị Jackson có dân số người Việt lớn thứ hai trong bang và khu vực Hattiesburg, Mississippi có dân số người Việt lớn thứ ba trong bang. Jamie Bounds từ Sở Lưu trữ và Lịch sử Mississippi đã viết rằng "Các quận giáp sông Mississippi, đặc biệt là các quận ở phía tây bắc của bang, có dân số người Việt có thể đo lường được".

## Tổ chức
Liên minh Ngư dân và Gia đình người Mỹ gốc Việt Mississippi phục vụ ngư dân trong khu vực này.